# Seznam angleških prevajalcev
Seznam angleških prevajalcev.

## A
- Adelard

## B
- Frances Brooke

## F
- Richard Fanshawe

## M
- Christopher Marlowe
- Pierre Antoine Motteux

## W
- John Wycliffe